# Zale minereella
Zale minereella là một loài bướm đêm trong họ Erebidae.